# ليناس بيليبايتيس
ليناس بيليبايتيس (5 أبريل 1985 في ليتوانيا - ) هو لاعب كرة قدم ليتواني في مركز الوسط. شارك مع منتخب ليتوانيا لكرة القدم. أما مع النوادي، فقد لعب مع غيور تورنا أوزتالي ونادي أتلانتس ونادي جالغيريس ونادي كاوناس وهارت أوف ميدلوثيان ونادي ميزوكوفيشدي.

## وصلات خارجية
- ليناس بيليبايتيس على موقع قاعدة بيانات كرة القدم.إي يو (الإنجليزية)
- ليناس بيليبايتيس على موقع ناشيونال فوتبول تيمز (الإنجليزية)
- ليناس بيليبايتيس على موقع Soccerbase.com (لاعب) (الإنجليزية)
- ليناس بيليبايتيس على موقع Soccerway.com (الإنجليزية)
- ليناس بيليبايتيس على موقع عالم كرة القدم.نت (الإنجليزية)